# Международный день музеев

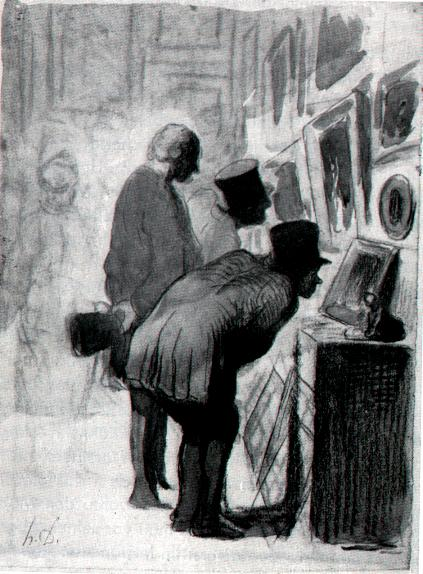
Посетители музея

Междунаро́дный день музе́ев — ежегодный праздник, отмечаемый 18 мая.
Международный день музеев празднуется во всём мире с 1977 года, когда 11 генеральная конференция ICOM (International Council of Museums — Международный совет музеев), проходила в Москве и Ленинграде.
В 1977 году музейному сообществу захотелось создать особенное событие, которым и стал Международный день музеев. Резолюция была принята в том же 1977 году во время Общей Ассамблеи международного совета музеев (ICOM) в Москве.
В 1992 году совет ICOM, который официально занимается организацией Международного дня музеев, предложил проводить событие на определённую тематику. С тех пор каждый год у Международного дня музеев своя тема, и Международный совет музеев всегда делает обзор связанных с данной темой мероприятий, делая их доступными для всех.
Ежегодно событие становилось всё более и более популярным. В 2007 году, то есть спустя ровно 30 лет, в проведении Международного дня музеев принимает участие 70 стран. Темой того года была выбрана «Все мы в ответе за мировое наследие» («Todos somos responsables del patrimonio mundial»).
В 2015 году в мероприятии приняли участие более 35 тысяч музеев из 145 стран мира.